# ريتش كونستابل
ريتش كونستابل (بالإنجليزية: Rich Constable)‏ هو محامي أمريكي، ولد في 23 يونيو 1972.